# Kurt Walz
Kurt Walz (* 6. September 1904 in Blaubeuren; † 9. Januar 1999 in Düsseldorf) war ein deutscher Bauingenieur und Beton-Experte.

## Leben
Kurt Walz ging in Reutlingen in die Schule, bevor er an der Technischen Hochschule in Stuttgart ein Studium des Bauingenieurwesens aufnahm. 1923 schloss er sich der Burschenschaft Alemannia Stuttgart an.
1927 begann er eine Tätigkeit als wissenschaftlicher Mitarbeiter an der staatlichen Materialprüfungsanstalt unter Otto Graf auf. 1930 wurde er mit einer Arbeit über die Wasserundurchlässigkeit des Mörtels und Betons promoviert. 1939 habilitierte Walz über Verarbeitbarkeit und mechanische Eigenschaften des Frischbetons.
1933 schloss er sich zwischenzeitlich der Schwarzen Reichswehr an und schied dort als Unteroffizier aus. Am Ende des Zweiten Weltkriegs wurde er dem Volkssturm zugeteilt, nahm aber nicht mehr an Kampfhandlungen teil.
1948 wurde Walz zum außerplanmäßigen Professor ernannt und erhielt 1948 einen Ruf an die Universität Alexandria. 1956 ging er an das Forschungsinstitut der Zementindustrie des Vereins Deutscher Zementwerke (VDZ) in Düsseldorf. Er baute dort als erster Direktor die Betontechnische Abteilung auf. Von 1966 bis 1970 war er in Personalunion Hauptgeschäftsführer des VDZ und Leiter des Forschungsinstituts.
Walz entwickelte die nach ihm benannten Walz-Kurven, die den Zusammenhang zwischen Betondruckfestigkeit, Zementdruckfestigkeit und Wasserzementwert veranschaulichen.

## Ehrungen
- Kriegsverdienstkreuz (1943)
- Ehrenpromotion der TH Aachen (1968)
- Goldene Ehrennadel des Vereins Deutscher Zementwerke (1970)
- Goldene Ehrennadel der Forschungsgesellschaft für Straßen- und Verkehrswesen (1973)
- Emil-Mörsch-Gedenkmünze (1973)
- Bundesverdienstkreuz 1. Klasse (1980)